# Åmose
Åmose är en mosse på nordvästra Själland i Danmark. Under stenåldern var den en sjö som användes för fiske, men efterhand växte sjön igen och omvandlades till en mosse. Från 1700-talet till efter andra världskriget bröt man torv här och senare dränerades mossen till åkermark.
Runt sjön fanns boplatser från Maglemosekulturen och Kongemosekulturen som har grävts ut av arkeologer. Boplatserna låg tätt intill vattnet och avfall och matrester slängdes i sjön. Undersökningar av avfallet visar att boplatserna endast var bebodda på sommaren. På vintern flyttade befolkningen ut till kusten.
Åmose är den största fyndplatsen i Nordeuropa för redskap av ben och horn med inristningar från stenåldern. Mer än 1 200 fynd har registrerats i Åmose. För att bevara dem för eftervärlden skall vattennivån höjas så att mossen inte torkar ut på sommaren.
Mossen ingår sedan 2013 i den 8 000 hektar stora Naturpark Åmosen.

## Historik
En lång serie förhistoriska boplatser från senglaciär, mesolitisk och neolitisk tid har grävts ut i området. Särskilt viktiga är fynden från mesoliticums jägarsamhälle, där även träföremål är mycket välbevarade.
Undersökningarna har visat att en 4000-årig, praktiskt taget kontinuerlig bebyggelse under stenåldern funnits inom området från ancylustid ner i gånggriftstid. Sju olika stadier av bosättning har kunnat urskiljas.
Det äldsta, inom vilket kärnyxor, mikroliter, runda skivskrapor och spånskrapor är talrikt representerade, medan skivyxorna däremot är sällsynta och atypiska och tvärpilarna saknas, står den klassiska Mullerupboplatsen nära. Geologiskt dateras detta stadium till den boreala tidens mellersta avsnitt.
Det yngsta stadiet, som karakteriseras av slipade flintyxor, stor skivskrapor och ornamenterad keramik, representeras av boplatser som bebotts av döstidens och gånggriftstidens bönder.